# Somogybükkösd
Somogybükkösd là một thị trấn thuộc hạt Somogy, Hungary. Thị trấn này có diện tích 11,8 km², dân số năm 2010 là 99 người, mật độ 8 người/km².